# Bichand
Bichand (em persa: بيچند, também romanizado como Bīchand; também conhecido como Beshand, Beshnad, Biahand, Biçand, Biehand, Bījend e Bīūhand) é uma vila no Distrito Rural de Neh, no Distrito Central do Condado de Nehbandan, Coração do Sul, Irão. No censo de 2006, sua população era de 1.297, em 290 famílias.